# كيوشي هاسيغاوا
كيوشي هاسيغاوا (باليابانية: 長谷川潔؛ بالكانا: はせがわ きよし) هو نقاش ياباني، ولد في 9 ديسمبر 1891 في يوكوهاما في اليابان، وتوفي في 13 ديسمبر 1980 في باريس في فرنسا.